# Pavel Axelrod
Pavel Borisovič Axelrod (rusky Павел Борисович Аксельрод, vlastním jménem Pinchus Joselevič Boruch (Пинхус Иоселевич Борух), 25. srpna 1850, Černihiv, Ruské impérium – 16. dubna 1928, Berlín, Německo) byl ruský politik, podnikatel a menševický revolucionář.

## Životopis
Axelrod se narodil jako syn chudého židovského šenkýře. V roce 1875 si vzal Axelrod v Ženevě svou studentku Naděždu Kaminerovou. Navzdory hrozným finančním útrapám během prvních let se sňatek ukázal být jako úspěšný. Měli spolu tři děti: Věru, Alexandra a Sofii. Alexrodova manželka Naděžda zemřela v roce 1906.
V roce 1880 založil Axelrod malou firmu na výrobu kefírů. Do konce roku 1890, měla Axelrodova firma kanceláře v Curychu, Ženevě a Basileji, který poskytl trvalý příjem a dovolil Axelrodovi podporovat revolucionáře.
Ovlivněn Michailem Bakuninem se stal Axelrod marxistou. V roce 1883 ve Švýcarsku spoluzaložil Axelrod se svým přítelem Georgijem Plechanovem marxistickou skupinu Emancipace. V roce 1900 spojili Axelrod a Plechanov své síly s mladšími revolučními marxisty Juliem Martovem a Vladimirem Leninem a založili marxistické noviny Iskra. Když se v roce 1903 rozpadla Ruská sociálně demokratická dělnická strana, Axelrod odešel do menševické frakce proti Leninovým bolševikům.

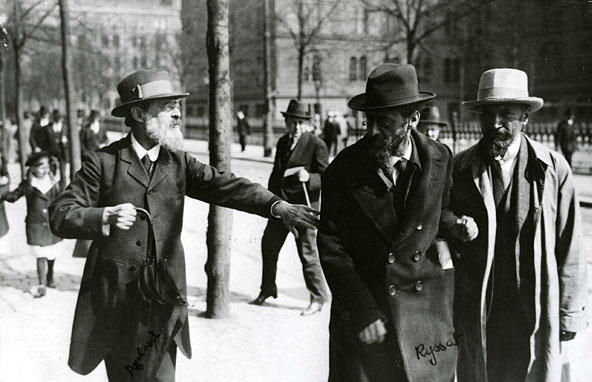
Pavel Axelrod, Julius Martov a Alexandr Martinov ve Stockholmu roku 1917

V roce 1908 prodal Axelrod svou kefírovou společnost výměnou za platby důchodu od nového majitele.
V roce 1917 po únorové revoluci se po nuceném exilu vrátil Axelrod do Ruska. V té době se několik menševiků spojilo s Kerenského prozatímní vládou a podporovalo vládní válečnou politiku.
Navzdory všemu úsilí selhal Axelrod v zisku menševické podpory pro politiku okamžitých mírových vyjednávání s centrálními mocnostmi. Po bolševickém vítězství, které Axelrod nazval „historický zločin bez paralely v moderní historii“, odcestoval, znechucen vývojem v Rusku, s Martovem do Německa, kde zůstal až do smrti.